# Trabant P 50

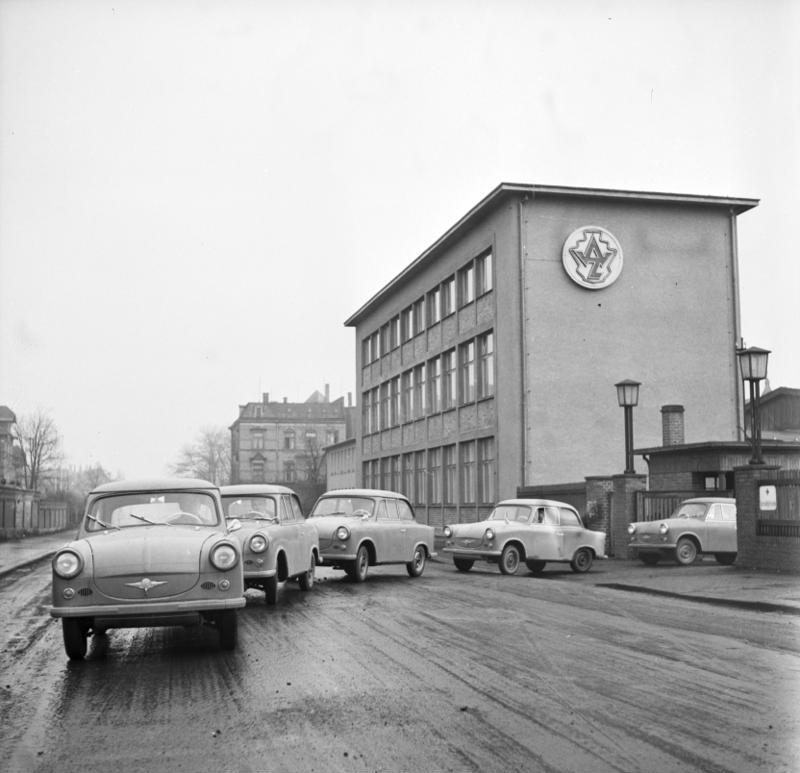
AWZ P 50 „Trabant“ aus der Nullserie verlassen im Januar 1958 das Werk

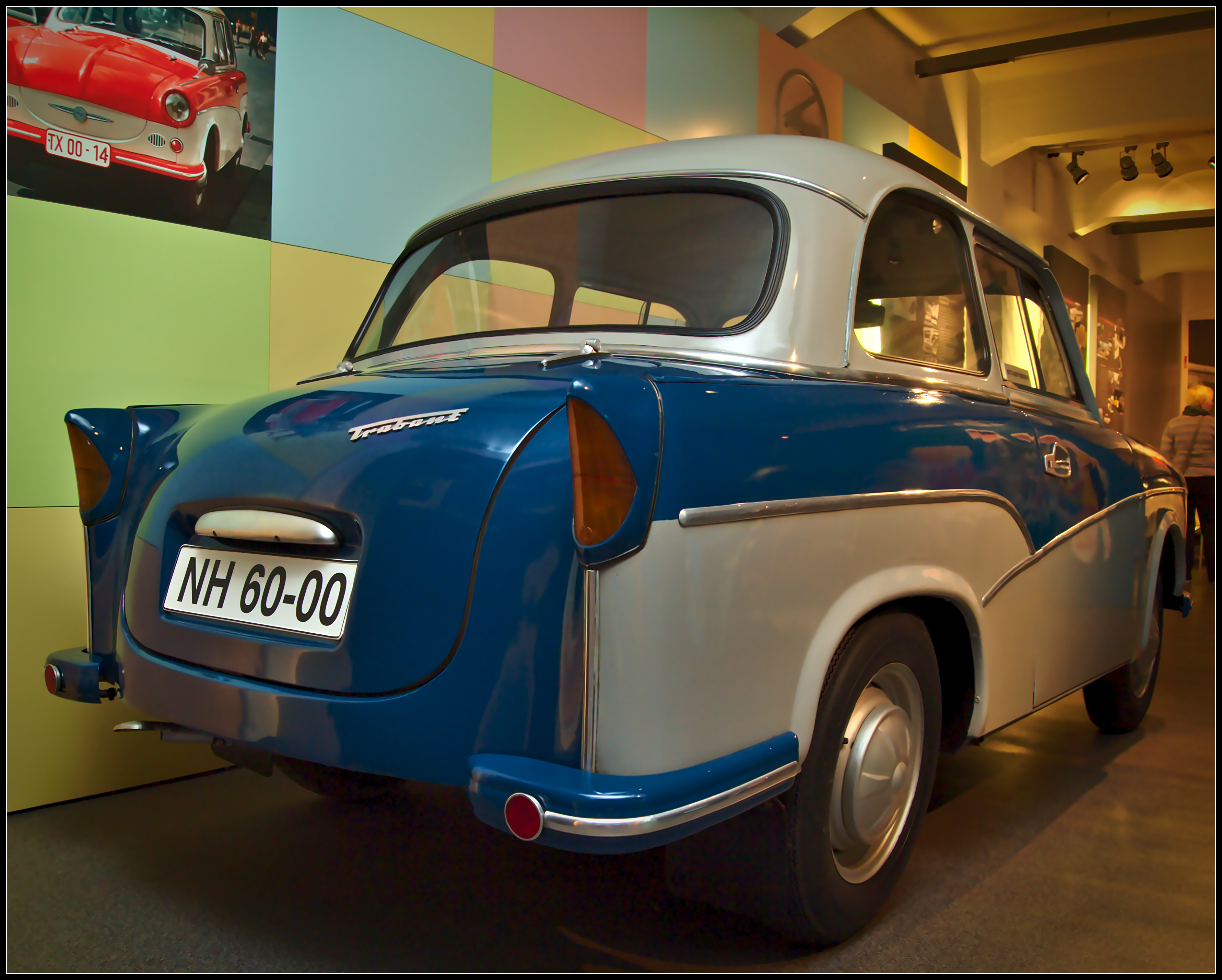
Heckansicht der Sonderausführung mit geschwungener Zierleiste (1959-1960)

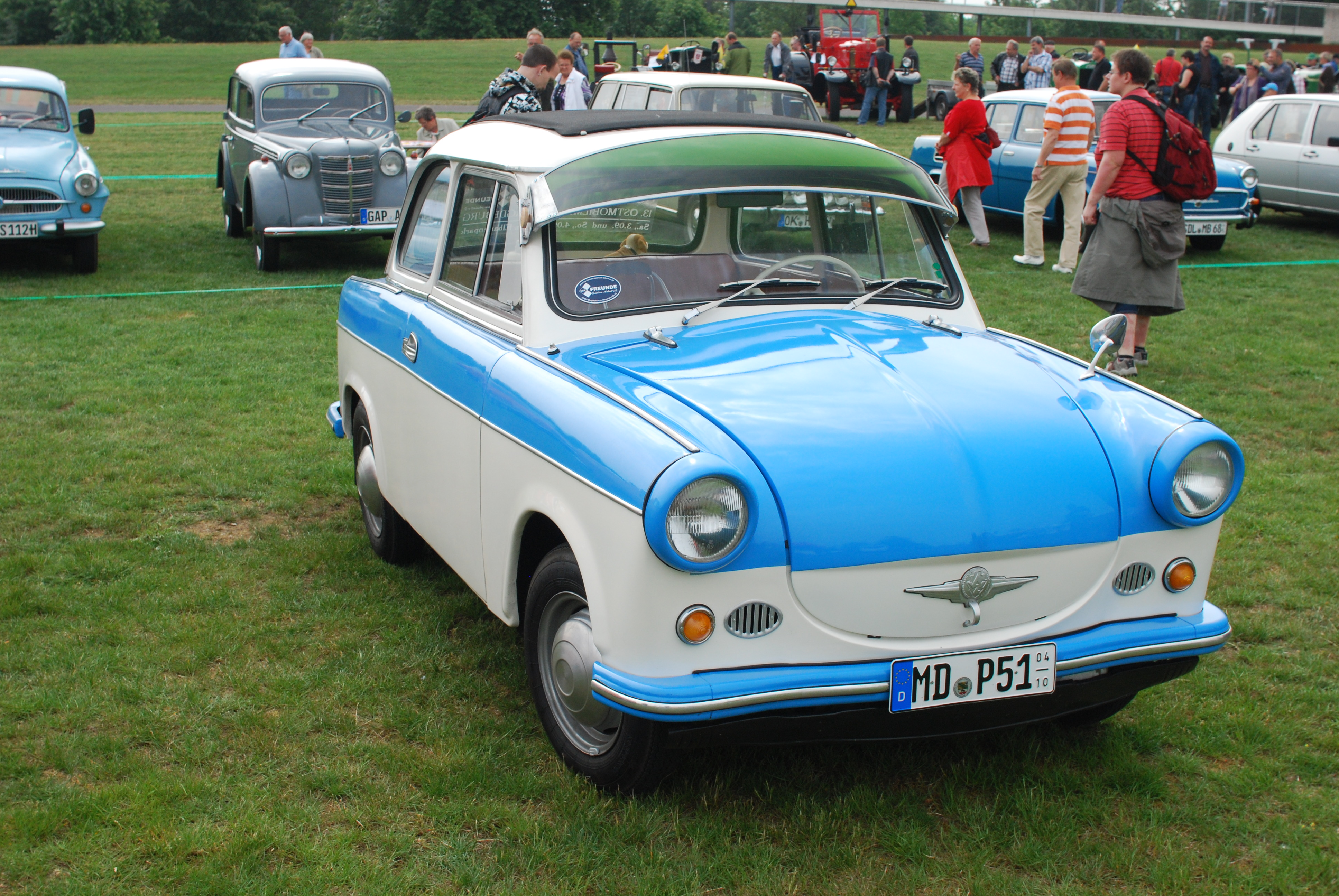
Trabant P 50 Sonderausführung mit gerader Zierleiste (1961–1962) und Sonnenblende als zeitgenössisches Zubehör. Faltdach nicht original.

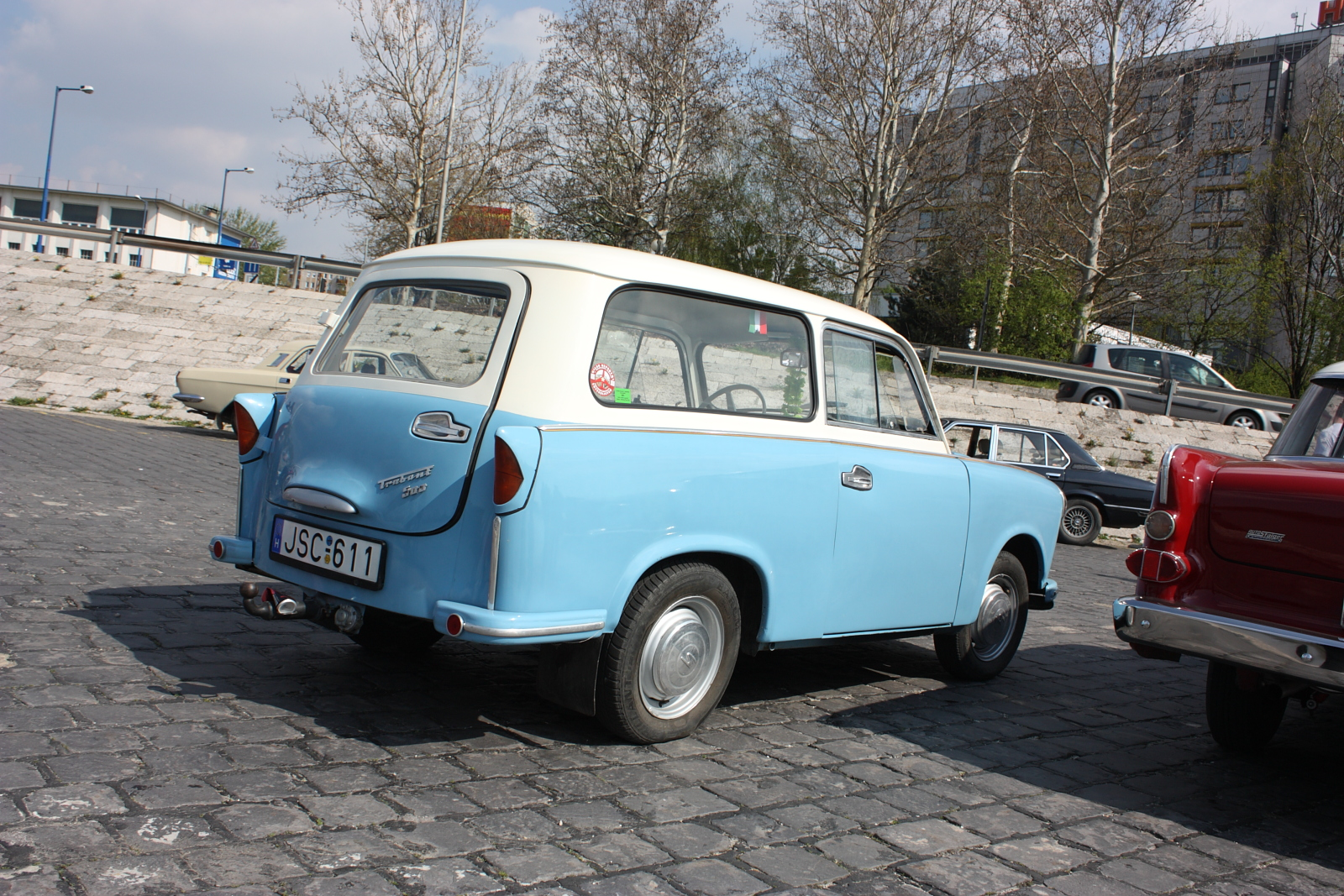
Trabant 500 Kombi

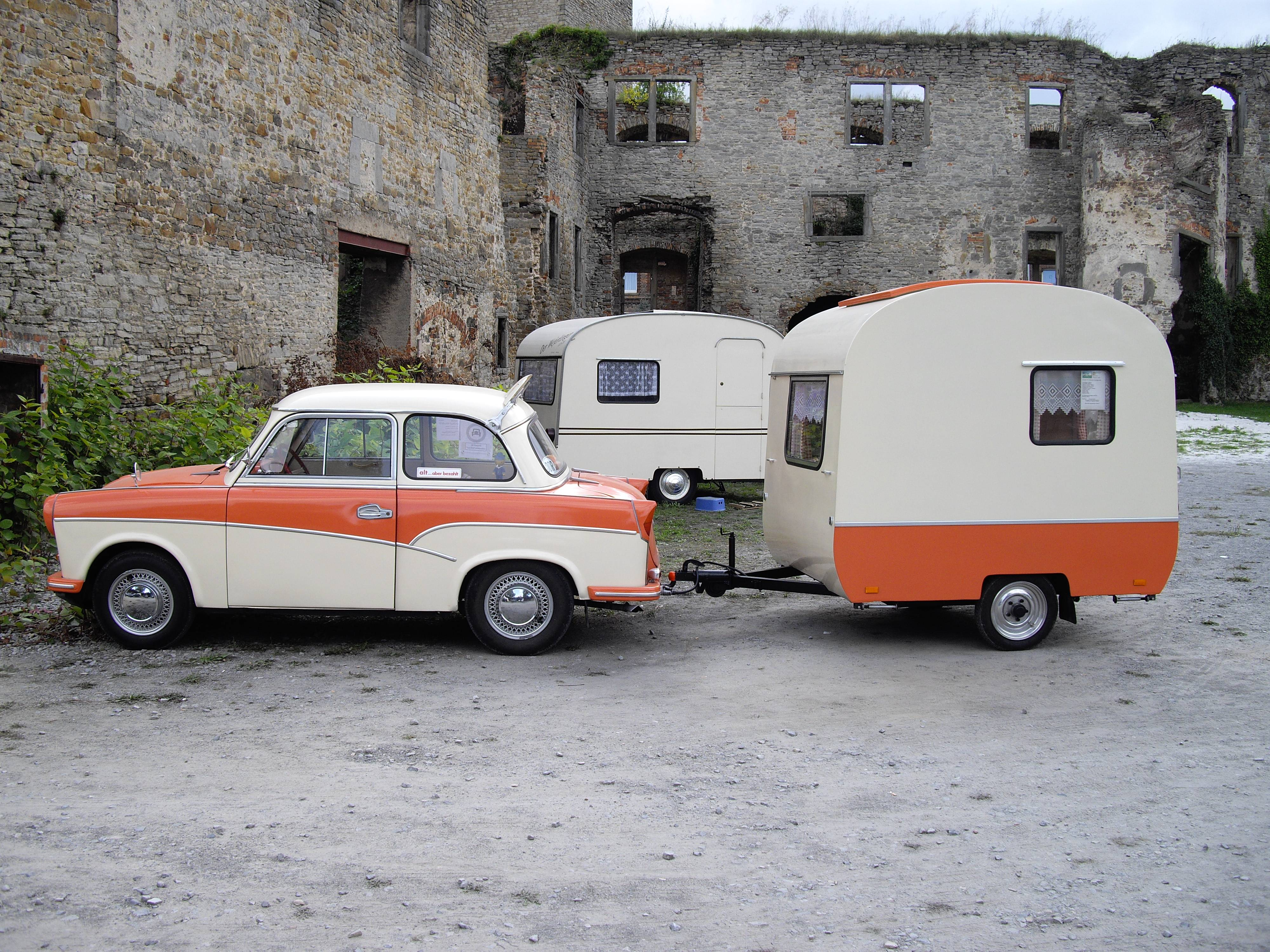
Speziell für den Trabant wurde der kleine Wohnwagen LC9-200 entwickelt, hier gezogen von einem P 50 in Sonderausführung

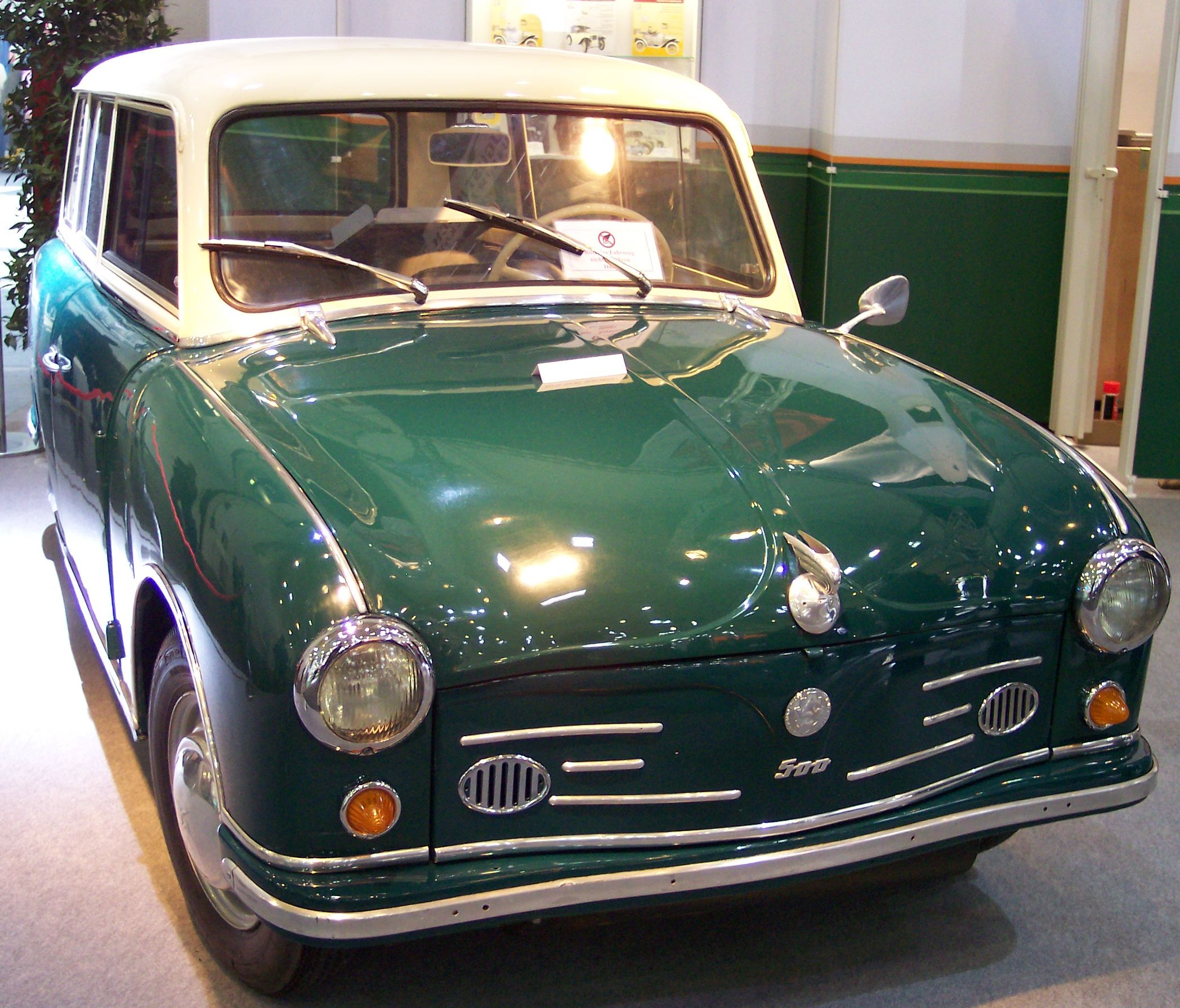
Ein Funktionsmuster (Prototyp) des Trabant P 50 etwa Mitte der 1950er Jahre

Flügel Emblem an Trabant Modellen der 50-60er Jahren

Der Trabant P 50 oder auch Trabant 500 ist ein Kleinwagen und der erste Typ der Trabant-Modellreihe von Sachsenring aus Zwickau. Bis August 1958 trugen die Modelle noch die Bezeichnung AWZ P 50 „Trabant“. Vom Typ P 50 wurden zwischen 1958 und 1962 insgesamt 131.450 Wagen gebaut, einschließlich 50 Nullserienwagen im November 1957.
Der Motor wurde im Barkas-Werk produziert. Die Bezeichnung P 50 bedeutet Personenkraftwagen mit 500 cm³ Hubraum. Der Trabant P 50 gehörte zu den wenigen Pkw der 1950er Jahre mit Frontantrieb und quer eingebautem Motor neben dem Getriebe.

## Entwicklungsgeschichte
Nach der Enteignung der Auto-Union-Werke in Sachsen im Zusammenhang mit dem Volksentscheid in Sachsen 1946 über das „Gesetz über die Übergabe von Betrieben von Nazi- und Kriegsverbrechern in das Eigentum des Volkes“ nach dem Ende des Zweiten Weltkriegs kam der Fahrzeugbau in der DDR der 1950er Jahre nur schleppend voran. Während in der Bundesrepublik Deutschland der VW Käfer Erfolge feierte, litt der Osten unter Materialknappheit und für Großserien unzureichenden Produktionsstätten. Da zu dieser Zeit in der DDR aber noch das Ziel war, wirtschaftlich mit dem Westen gleichzuziehen, beschloss das Präsidium des DDR-Ministerrats im Januar 1954, einen neuen, preiswerten und robusten Kleinwagen in Auftrag zu geben. Die Arbeit an einem P-50-ähnlichen Wagen hatte schon 1953 im VEB Forschungs- und Entwicklungswerk Karl-Marx-Stadt begonnen. Bis dahin wurden Pkw für private Zwecke jedoch als Luxusartikel bewertet und eine Massenmotorisierung gar nicht verfolgt. Der Unmut darüber drang auch in der damaligen Presse durch. Als Eckdaten waren zunächst ein Gewicht von höchstens 600 kg und ein Verbrauch von 5,5 l/100 km vorgegeben. Der Preis sollte bei einer Jahresproduktion von 12.000 Stück nicht mehr als 4000 Mark betragen. Außerdem sollte die Außenhaut der Karosserie aus Kunststoff gefertigt sein, da Tiefziehblech einerseits auf der Embargoliste der westlichen Länder stand und daher in der DDR relativ rar und teuer war und sich andererseits sowjetisches Tiefziehblech als ungeeignet erwies. Die Entwicklung eines geeigneten Kunststoffs hatte bereits 1951 begonnen.
So erhielt der Trabant eine selbsttragende Skelettkarosserie aus Stahlblech, deren äußere Beplankung zum größten Teil aus baumwollverstärktem Phenoplast bestand. Dazu wurden kurze Baumwollfasern (Linter) aus der Sowjetunion, die nicht versponnen werden können, zunächst zu Vliesmatten verdichtet und mit Phenolharz getränkt. Das Phenol stammte aus der Destillation von heimischem Braunkohleteer. Anschließend wurden die Matten grob zurechtgeschnitten und in beheizten Formen unter Druck rund acht Minuten lang bei 180 Grad Celsius ausgehärtet. Überstehendes Material wurde danach in mehreren Arbeitsschritten mit Bandsägen und Schleifmaschinen gekappt. Die Karosserieteile wurden in späteren Jahren mit Klebestreifen aus Buna-Kautschuk an den Nahtstellen sowie einzelnen Schrauben an stark beanspruchten Stellen mit dem Stahlgerippe verbunden. Da die Erfahrung mit dem neuen Werkstoff jedoch gering war, bestand die Karosserie der Prototypen noch zu großen Teilen aus Stahl.
Die ersten Prototypen waren zu klein für die vom Ministerrat beschlossene Vorgabe, der P 50 solle einer vierköpfigen Familie Platz bieten. 1955 wurde das Projekt an den VEB Automobilwerk „Audi“ Zwickau abgegeben. Bei AWZ wurde beschlossen, zunächst einen „Zwischentyp“ zu bauen, um Erfahrungen für die Großserienproduktion des P 50 zu sammeln. Dieser Zwischentyp war der von 1955 bis 1959 gebaute AWZ P 70 mit wassergekühltem Motor. Mitte der 1950er Jahre bestand noch keine Klarheit über das richtige Kleinwagenkonzept. Experimente mit Kabinenrollern und anderen Kleinstfahrzeugen wurden in der DDR von Anfang an als nicht zielführend abgelehnt. Es wurde ein Kleinwagen mit den Eigenschaften eines Wagens der unteren Mittelklasse angestrebt. Auf dem Weg dorthin orientierte man sich an den Fahrzeugen von Lloyd. 1956 begann die Arbeit am P 50-Baumuster, wobei die endgültige Gestalt sehr bald gefunden wurde und mit Frontantrieb, akzeptablem Raumangebot für vier Erwachsene und 415 l Kofferraum eine für diese Zeit fortschrittliche Kleinwagenkonstruktion entstand.
Der P 50 erreichte allerdings viel später die Serienreife, als ursprünglich angestrebt war. Um dem öffentlichen Druck beizukommen, wurden – anders als in der DDR üblich – bereits vor dem Produktionsbeginn Fotos von Prototypen sowie konkrete technische Beschreibungen des Typ P 50 veröffentlicht. Nach einem Holzmodell im Maßstab 1 : 1 wurde am 23. Oktober 1956 der erste Prototyp vorgestellt. Inzwischen war auch ein Name gefunden: Trabant („Begleiter“). Eine Nullserie von 50 Wagen wurde im November 1957 gefertigt. Man räumte – ebenfalls untypisch für die DDR – auch interne Probleme ein, welche die Entwicklung des Fahrzeugs verzögert hatten. Anfangs sei keine Einigung über den Entwurf des Fahrzeugs zu erzielen gewesen, es habe an Koordinierungsarbeit zu Hauptverwaltung und Industriezweigen gemangelt und in der Zubehörindustrie hätten Voraussetzungen gefehlt. „Wie wäre es sonst zu erklären, daß bis heute beispielsweise die Fragen des Alfer-Verbundgusses bzw. der Porösverchromung von Leichtmetall-Zylinderlaufflächen sowie der einwandfreien Funktion und Anpassung des Vergasers noch nicht eindeutig geklärt sind“, fragte die KFT in der Aprilausgabe von 1958. Tatsächlich waren hartverchromte Zylinderlaufflächen in der Serie nicht mehr zu verwirklichen. Kopfzerbrechen bereitete bei der Motorenentwicklung auch die minderwertige Qualität der in der DDR verfügbaren Öle. Bei Tests mit Shell-Öl liefen zuvor überhitzende oder verkokende Motoren einwandfrei. Öl dieser Qualität war in der DDR jedoch regulär nicht erhältlich, sodass der Trabantmotor konstruktiv an den Betrieb mit minderwertigen Ölen (Importe aus der Sowjetunion oder aus Braunkohleschwelteer gewonnen) angepasst werden musste. Diese Öle waren auch Ursache für den stechenden Abgasgeruch insbesondere in der DDR.
Um genügend Kapazitäten für eine Großserienproduktion des Wagens zu erlangen, fusionierten die beiden Werke AWZ (vormals Audi) und Sachsenring (vormals Horch) zum 1. Mai 1958 zum VEB Sachsenring Automobilwerke Zwickau. Seitdem zierte das geschwungene „S“ den Bug des Trabants. Am 10. Juli 1958 konnte so die Serienproduktion beginnen, die jedoch schleppend in Gang kam: 1958 wurden nicht einmal 2000 Stück des zur Massenmotorisierung vorgesehenen Wagens fertig. Dennoch wurden bereits drei weitere Prototypen vorgestellt: ein Kombinationskraftwagen, ein Coupé und eine Vollsicht-Limousine (hier im Sinne von Hardtop). Von diesen Bauformen wurde jedoch nur der Kombi produziert.

## Ausführungen
Am häufigsten war der Trabant 500 als Limousine in Standardausführung, von der 81.710 Stück gebaut wurden. Ab 1959 gab es Fahrzeuge in Sonderausführung mit geschwungener Chromzierleiste und Zweifarblackierung, anfangs gab es sogar eine dreifarbige Sonderwunsch-Variante. Merkmale der Sonderausführung waren eine andere Polsterung der Sitze, Sonnenblenden, Ascher im Fondraum, sowie Beleuchtung im Motor- und Kofferraum. Ab 1961 hatte die Sonderausführung eine gerade verlaufende Zierleiste und Zweifarblackierung. Von den Varianten Sonderausführung und Sonderwunsch wurden insgesamt 38.097 Fahrzeuge produziert.
1958 und 1959 gab es Nullserien des Trabant Kombi; die Serienproduktion begann im Frühjahr 1960. Produziert wurden die Kombikarosserien im VEB Karosseriewerk Meerane, etwa 20 km vom Zwickauer Stammbetrieb VEB Sachsenring Automobilwerke entfernt. Die Kombis wurden mit einer anderen Achsübersetzung von 4,94 ausgeliefert, was eine im Vergleich zur Limousine geringere Höchstgeschwindigkeit von 90 km/h ergab. 1961 wurde eine Lieferwagen-Variante präsentiert, sowie die Ausführung Camping mit Liegesitzen und Faltschiebedach. In der Literatur finden sich auch Angaben, nach denen es die genannten Ausführungen erst später als Trabant 600 gegeben habe. Es sind jedoch Belegexemplare des Trabant 500 Camping von 1961 und 1962 bekannt. Die Fahrzeuge galten damals offiziell wohl als Kombi, weshalb deren Produktion in Betriebsunterlagen nicht ausdrücklich vermerkt ist. Insgesamt wurden 11.643 Kombis des Trabant 500 hergestellt.

## Modellpflege
Der Motor des Trabant 500 unterlag fortlaufender Weiterentwicklung. Schon wenige Monate nach dem Serienbeginn wurde im Oktober 1958 der sogenannte „Z“-Motor eingeführt, dessen Hauptmerkmal Zylinderlaufbuchsen aus Grauguss mit angegossenen Aluminium-Kühlrippen waren (Alfer-Verfahren). Im August 1959 folgte der Typ P 50/1 mit 15 kW (20 PS). Dieser Motor kam mit einem Kraftstoff-Öl-Gemisch von 33 : 1 aus, außerdem wurde ein neuer Vergaser des Typs 28 HB 1-1 verwendet. Die Achsübersetzung wurde auf 4,33 geändert, die Höchstgeschwindigkeit erhöhte sich auf 100 km/h. Ferner wurden Auspuff und Heizleistung verbessert. 1960 wurden asymmetrisches Abblendlicht und eine Geräuschdämmung der Heizleitung eingeführt, bis dahin gebaute Fahrzeuge ließen den Lärm des Kühlgebläses bei eingeschalteter Heizung ungehemmt ins Wageninnere gelangen. 1961 wurde die Beinfreiheit im Innenraum durch neu gestaltete Sitze und ein neues Armaturenbrett verbessert sowie die Leistung der Lichtmaschine erhöht. Die Federung wurde etwas weicher sowie die Wisch- und Defrosteranlage verbessert.
Im Laufe der Jahre stellte sich eine unbefriedigende Haltbarkeit der Kurbelwelle heraus, was auf Schäden an den Pleuellagern zurückzuführen war. Diese Schäden häuften sich 1961 zunehmend, was Anlass für das Ministerium für Staatssicherheit war, die Verantwortlichen für diese Probleme ausfindig zu machen. Ein Sabotageverdacht erhärtete sich nicht, stattdessen wurde eine ungünstige Modifikation der Pleuellagerung, die im September 1961 eingeführt worden war, als Problemquelle identifiziert. Mit der Einführung des P 50/2 im Mai 1962 sollte die mangelhafte Standfestigkeit der Kurbelwelle endlich beseitigt werden, wofür verschiedene Änderungen im Detail vorgenommen wurden. Dies war zur Einführung eines synchronisierten Getriebes ohnehin notwendig, da die Kurbelwelle bei ungeschickten Schaltvorgängen stärker beansprucht wurde als bei unsynchronisierten Getrieben. Tatsächlich traten erhebliche Probleme mit der Kurbelwelle auch noch später am Trabant P 60 und 601 auf. Das neue synchronisierte Getriebe kam im internationalen Vergleich recht spät im Trabant. Dank der direkten Verbindung des Krückstockschalthebels zum Getriebe war die Schaltung auch beim Synchrongetriebe sehr leichtgängig und direkt. Allerdings wurde der für Zweitakt-Pkw typische Freilauf auf den vierten Gang beschränkt, was kontrovers diskutiert wurde. Darüber hinaus hatte der P 50/2 eine weichere Triebwerksaufhängung zur Geräuschsenkung sowie ein neues Farbprogramm einschließlich neuer Gestaltung des Innenraums und eine Lichthupe bekommen. Der Motor des P 50/2 wurde nur bis Oktober 1962 gebaut. Schon im Juli desselben Jahres wurde ein neuer Antrieb mit einem Hubraum von 594,5 cm³ entwickelt. Die Fahrzeuge mit diesem Motor erhielten die Bezeichnung Trabant 600.

## Technische Daten

### Aufbau und Fahrwerk
| Verkaufsbezeichnung  | Trabant (1958–1962)                                                | Trabant Kombi (1960–1962)                                          |
| -------------------- | ------------------------------------------------------------------ | ------------------------------------------------------------------ |
| Verkaufspreis        | 7650 M                                                             | 9100 M                                                             |
| Bauform              | Stufenheck-Limousine                                               | Kombinationswagen                                                  |
| Fahrgestell          | selbsttragendes Stahlskelett mit Duroplastbeplankung               | selbsttragendes Stahlskelett mit Duroplastbeplankung               |
| Radaufhängung vorn   | einzeln an Dreieckslenkern und Querblattfeder, Teleskopstoßdämpfer | einzeln an Dreieckslenkern und Querblattfeder, Teleskopstoßdämpfer |
| Radaufhängung hinten | einzeln an Schräglenkern, Querblattfeder, Teleskopstoßdämpfer      | einzeln an Schräglenkern, Querblattfeder, Teleskopstoßdämpfer      |
| Bremsanlage          | 4 Trommelbremsen, hydraulische Einkreis-Bremsanlage                | 4 Trommelbremsen, hydraulische Einkreis-Bremsanlage                |
| Maße (L × B × H)     | 3361 × 1493 × 1460 mm                                              | 3600 × 1493 × 1460 mm                                              |
| Leergewicht          | 620 kg                                                             | 620 kg                                                             |
| zul. Gesamtgewicht   | 950 kg                                                             | 950 kg                                                             |

### Antrieb
| Motorbezeichnung       | P 50 (1957–1958) | P 50Z (1958–1959) | P 50/1 und P 50/2 (1959–1962) |
| ---------------------- | --- | --- | --- |
| Typ                    | luftgekühlter Zweizylinder-Zweitaktmotor, vorn quer eingebaut | luftgekühlter Zweizylinder-Zweitaktmotor, vorn quer eingebaut | luftgekühlter Zweizylinder-Zweitaktmotor, vorn quer eingebaut |
| Gemischaufbereitung    | Flachstromvergaser | Flachstromvergaser | Flachstromvergaser |
| Antriebsart            | Frontantrieb | Frontantrieb | Frontantrieb |
| Getriebe               | unsynchronisiertes 4-Gang-Getriebe mit schrägverzahnten Antriebsrädern; Krückstockschaltung, sperrbarer Freilauf; ab Mai 1962: synchronisiertes 4-Gang-Getriebe mit Krückstockschaltung, permanenter Freilauf im 4. Gang | unsynchronisiertes 4-Gang-Getriebe mit schrägverzahnten Antriebsrädern; Krückstockschaltung, sperrbarer Freilauf; ab Mai 1962: synchronisiertes 4-Gang-Getriebe mit Krückstockschaltung, permanenter Freilauf im 4. Gang | unsynchronisiertes 4-Gang-Getriebe mit schrägverzahnten Antriebsrädern; Krückstockschaltung, sperrbarer Freilauf; ab Mai 1962: synchronisiertes 4-Gang-Getriebe mit Krückstockschaltung, permanenter Freilauf im 4. Gang |
| Hubraum                | 499 cm³ | 499 cm³ | 499 cm³ |
| Verdichtungsverhältnis | 6,6 : 1 | 6,8 : 1 | 7,2 : 1 |
| Schmierung             | 1 : 25 | 1 : 25 | 1 : 33 |
| max. Leistung          | 17 PS (12,5 kW) bei 3750/min | 18 PS (13,2 kW) bei 3750/min | 20 PS (14,7 kW) bei 3900/min |
| max. Drehmoment        | 42 Nm bei 2750/min | 43 Nm bei 2750/min | 45 Nm bei 2750/min |
| Höchstgeschwindigkeit  | 90 km/h | 95 km/h | 100 km/h (Variante Kombi: 90 km/h) |

## Testberichte

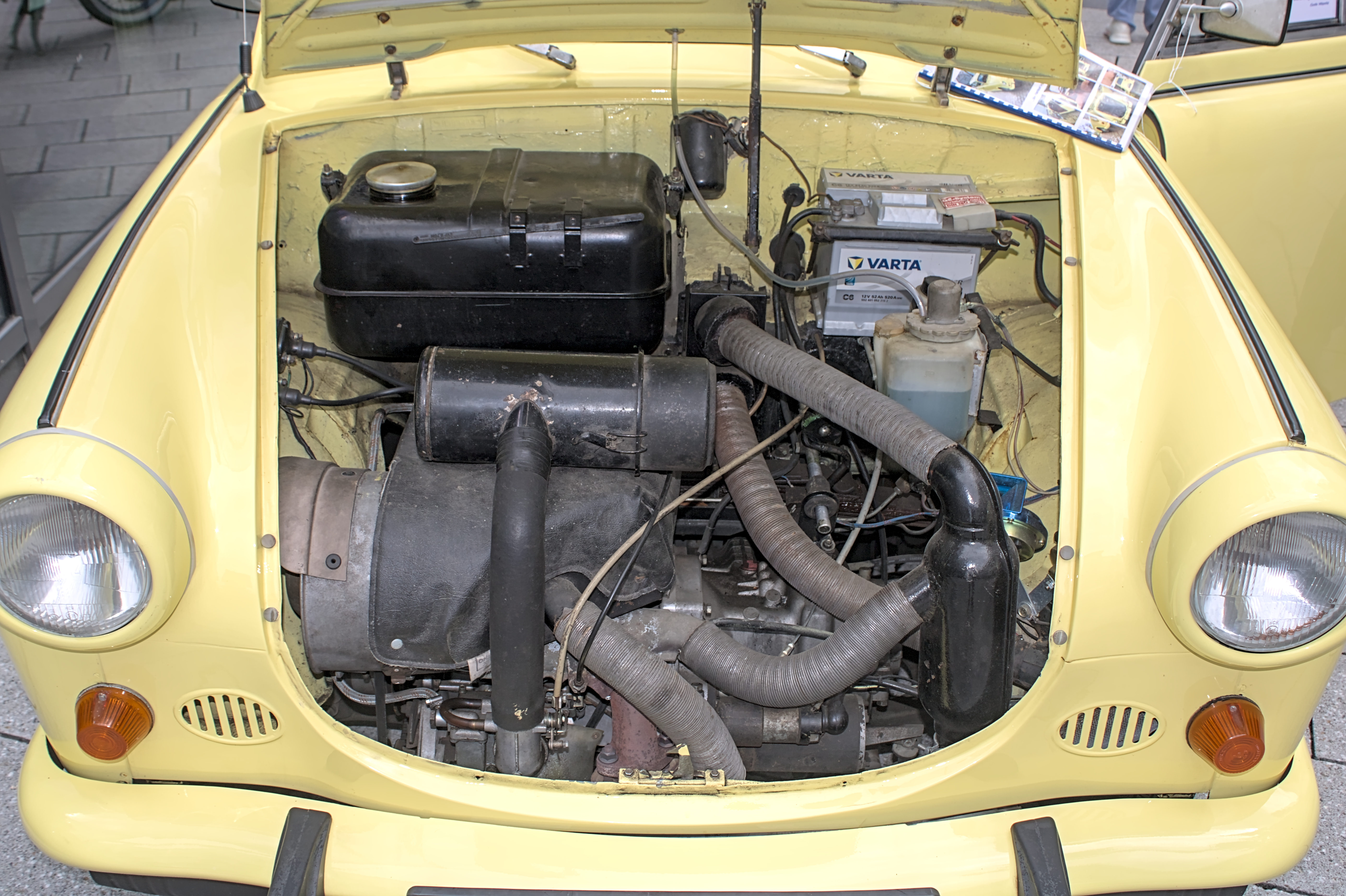
Motorraum

In der wissenschaftlich-technischen Zeitschrift Kraftfahrzeugtechnik (KFT) wurde der Trabant erstmals 1960 getestet. Hervorgehoben wurde, dass es sich beim Trabant um einen vollwertigen Kleinwagen mit ausreichender Sitzbreite und relativ großem Kofferraum handele. Die Fahrleistungen wurden als ausreichend für Stadtverkehr eingeschätzt (getestet wurde ein Fahrzeug mit dem ursprünglichen Motor). Positiv erwähnt wurden ferner die sehr direkte und leichtgängige Zahnstangenlenkung mit großem Lenkeinschlag und der bei allen Temperaturen sehr startfreudige Motor. Kritik galt der zu harten Federung, Verarbeitungsmängeln der Innenausstattung, dem unsynchronisierten Getriebe, mangelhafter Motorgeräuschdämmung sowie den Rücksitzen, deren zu steile Lehne bei längeren Fahrten unbequem sei. Im Innenraum wurde je nach Fahrbahnbelag ein enormer maximaler Geräuschpegel von 92 bis 100 DIN-Phon gemessen. Der vom Hersteller anfangs ausgewiesene Kraftstoffverbrauch von 6,0 l/100 km sei unrealistisch, er lag während des Tests bei 7,8 l/100 km, was für einen Wagen seiner Klasse überdurchschnittlich viel war. Die Höchstgeschwindigkeit wurde mit 90,5 km/h ermittelt.
Bei einem Härtetest über 17.000 km durch Skandinavien mit über 50 % Anteil unbefestigter Strecke im Jahr 1960 wurde dem Trabant P 50 ein durchweg positives Urteil zugesprochen. Hierbei handelte es sich bereits um ein Fahrzeug mit 20-PS-Motor.
1962 wurde der Trabant P 50/2 von der Kraftfahrzeugtechnik-Redaktion über 5000 km getestet. Die harte Federung wurde nun als angenehm sportliche Auslegung dargestellt, wobei man sich von diverser Kritik am angeblich zu unbequemen Trabant distanzierte. Mit seinem recht beachtlichen Drehmoment von 4,5 kpm sei der Trabant vor allem für eine sportliche Fahrweise geeignet. Missbilligt wurden die zu lauten Innengeräusche wegen des luftgekühlten Frontmotors und einige Sicherheitsaspekte im Innenraum. Dem 500er Motor wurde Vollgasfestigkeit bescheinigt, er wurde über 250 und 300 Autobahnkilometer mit Dauervollgas betrieben und auf Gefällestrecken bis auf 120 km/h ausgedreht, ohne dass er Überhitzungserscheinungen oder ähnliches gezeigt hätte. Unter Testbedingungen betrug die Höchstgeschwindigkeit im Mittel 99 km/h, der Durchschnittsverbrauch 7,5 l/100 km.
Fast genau 60 Jahre nach Einstellung der Produktion brachte die Autozeitung, Ausgabe 8/2022, unter der Überschrift „Der Prinz und der Sozi“ einen vergleichenden Bericht über den NSU Prinz 3 und den Trabant 500. Darin heißt es unter anderem: „Mit Frontmotor und Vorderradantrieb trumpft der Trabant 500 mit dem moderneren Layout auf.“ Allerdings werde er von einem alten Zweitakter angetrieben, der noch auf den DKW-Motoren aus den 1930er-Jahren beruht. Des Weiteren wird das hohe Gewicht des Trabi bemängelt, durch das er 36 Sekunden braucht, um mit seinen 20 PS aus dem Stand auf 80 km/h zu beschleunigen. Als Mangel wird auch der hohe Benzinverbrauch genannt; er liegt mit den vom Werk angegebenen 8 Litern auf 100 km rund 3 Liter über dem Verbrauch des 110 kg leichteren NSU Prinz. Anerkennend heißt es, dass die spartanischen Bedienelemente dem Fahrer keinerlei Rätsel aufgaben. Außerdem sei der Trabi schicker und reichhaltiger ausgestattet als der Prinz, vor allem aber bietet er den Insassen mehr Platz und der Kofferraum ist größer. Als Nachteil gegenüber dem NSU wird das nicht synchronisierte Getriebe mit Krückstockschaltung herausgestellt. Der Preis der beiden Kleinwagen war fast gleich: Der NSU kostete 3860,00 DM, für den Trabant 500 waren 3565,00 Mark zu zahlen.